# Etusa
L'etusa, julivert bord, julivert de muntanya o julivertassa (Aethusa cynapium), és una espècie de planta amb flors dins la família de les apiàcies i l'única espècie dins els gènere Aethusa. És una planta herbàcia anual originària d'Europa, oest d'Àsia i nord-oest d'Àfrica. També es troba als Països Catalans (només a la zona del Pirineus arribant fins al Gironès) És una planta verinosa però menys que la cicuta amb la qual està estretament relacionada.
També rep els noms d'api de gos, cicuta menor, cicuta silvestre i julivertasses. Addicionalment hi ha les variants lingüístiques àpit de gos i givert bord.

## Descripció

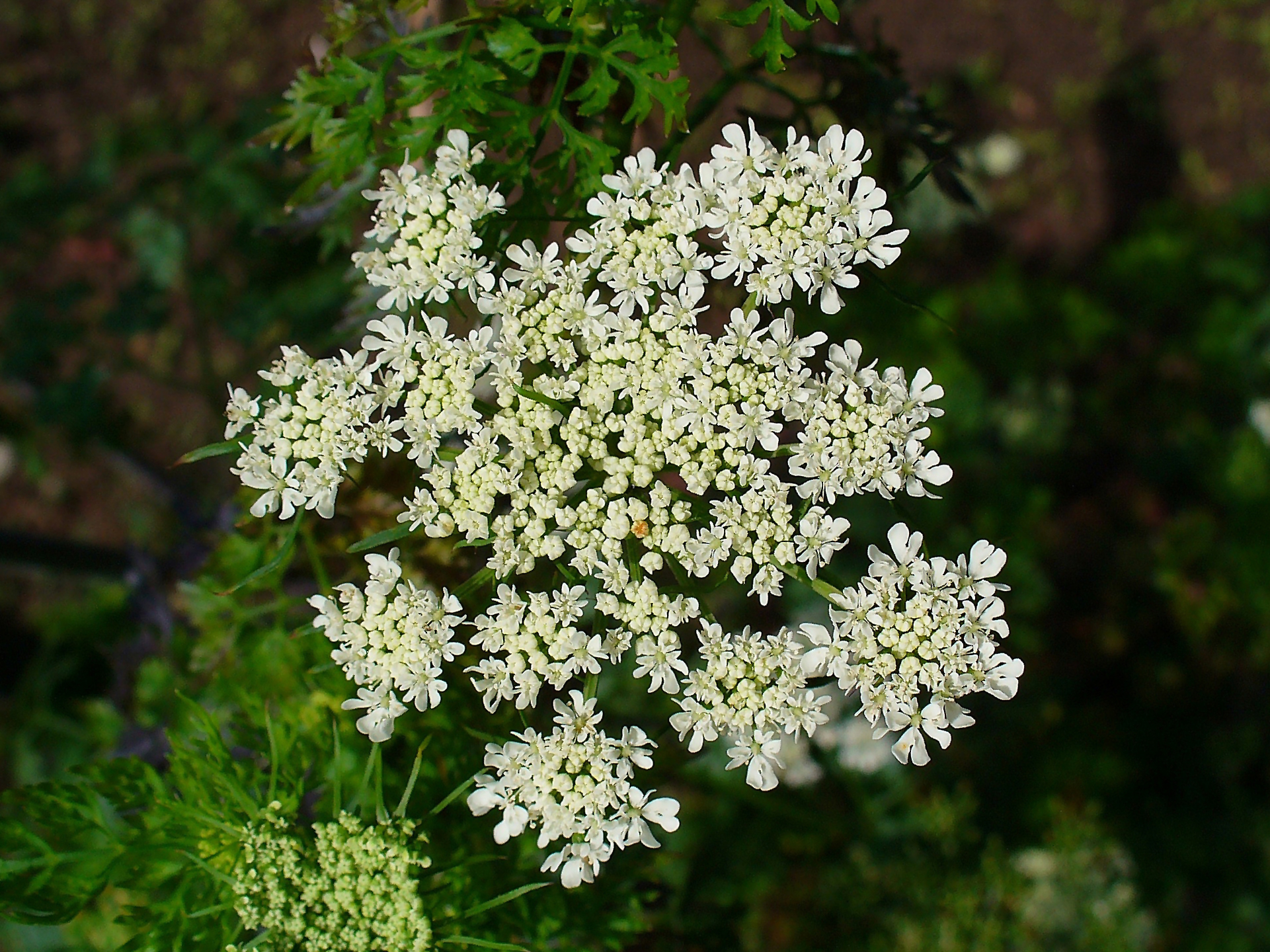
Inflorescència

Té una arrel fusiforme, una tija llisa, embrancada i buida que arriba a fer de 5 a 120 cm d'alt. Les fulles són molt dividides i tripinnades amb una olor desagradable. Les umbel·les són petites i compostes i les flors són irregulars i blanques. Floreix de juny a setembre. Viu en herbassars ruderals i horts des dels 100 als 1450 m d'altitud.

## Toxicitat
L'enverinament amb aquesta planta mostra símptomes de calor en la boca i en la gola. Com que algunes de les seves toxines es destrueixen en assecar-se la planta, el farratge sec que conté aquesta planta no és verinós.